# جناتا
جناتا هي إحدى القرى اللبنانية من قرى قضاء صور في محافظة الجنوب.
هناك أيضاً قرية في سوريا تعرف باسم جناتا، وتقع تحديداً في الريف الشمالي من محافظة اللاذقية، ويعتقد أن أصل التسمية فينيقية وهي مشهورة بالتنور أو ما يعرف بموقد ناري يتم فيه طهو الفطائر اللذيذة والخبز المنكه.

## السكان
اشتُهر من أبناء هذه البلدة السيد هاشم معروف الحسني صاحب التصانيف في شتى المجالات والعلوم الإسلامية